# Mispilodes albostictica
Mispilodes albostictica là một loài bọ cánh cứng trong họ Cerambycidae.